# Dermot Ward
Dermot Ward (geb. in Athlone) ist ein irischer Schauspieler.

## Leben
Ward interessierte sich schon früh für die Schauspielerei und fasste daher bereits als Kind den Entschluss, selbst Schauspieler werden zu wollen. Neben dieser Tätigkeit tritt er außerdem regelmäßig als Tryer beim Try Channel auf.

## Filmographie
- 2005: Lassie kehrt zurück (Lassie)
- 2005: Pure Mule
- 2008: We Watch You Watch
- 2012: Shooting the Director
- 2013: Give Me Less (Short)
- 2013: The Blow-Ins (Short)
- 2016: Game of Thrones
- 2016: The Winds of Winter
- 2018: For Love (Short)
- 2021: The News (Short)
- 2021: The Green Sea
- 2021: Deadly Cuts